# Jan Burzyński (powstaniec styczniowy)
Jan Burzyński herbu Trzywdar (ur. 14 lutego 1837, zm. 11 września 1932 w Stanisławowie) – polski ziemianin, powstaniec styczniowy, kawaler Orderu Virtuti Militari.

## Życiorys
Pochodził z Wołynia. Brał udział w powstaniu styczniowym 1863. Wspólnie z braćmi Stanisławem, Tadeuszem i Kazimierzem przystąpili do walk wraz ze sformowanymi przez siebie dwoma plutonami konnymi. Byli podkomendnymi gen. Edmunda Różyckiego. Jan Burzyński pełnił funkcję dowódcy plutonu w 2 Pułku Jazdy Ruskiej. Został mianowany porucznikiem. Po upadku powstania przebywał był internowany w Ołomuńcu, następnie ukrywał się w Galicji i Dreźnie.
W późniejszym czasie zamieszkał w Uhrynowie pod Stanisławowem. Jako ziemianin Uhrynowa Górnego w 1873 był uprawniony do wyborów jako przedstawiciel większych posiadłości gruntowych. Jako ziemianin Uhrynowa Dolnego w 1893 został mianowany mężem zaufania wybranym na oceniciela przy tłumieniu zarazy płucnej bydła rogatego.
Po odzyskaniu przez Polskę niepodległości (1918) w okresie II Rzeczypospolitej został awansowany do stopnia podporucznika Wojska Polskiego. Jako weteran powstania w ewidencji Wojska Polskiego był przypisany do Stanisławowa w 1928, 1932.

## Odznaczenia i ordery
- Krzyż Srebrny Orderu Wojskowego Virtuti Militari nr 4305 – 1921[6][7]
- Krzyż Niepodległości z Mieczami – 11 listopada 1930[7]
- Krzyż Kawalerski Orderu Odrodzenia Polski – 2 maja 1923[8][9]